# 美食頻道 (美國)
美国美食頻道（英文：Food Network，又稱：Food Network Channel，1993年11月23日—）是美国有線电视頻道，主要播放飲食節目。目前美国美食頻道总部位于纽约，但是在洛杉矶、芝加哥和旧金山等共计7个城市均有办事处。

## 相关
- 烹调
- 鐵人料理
- 巴比·福雷
- Comcast